# Euploea oceanis
Euploea oceanis is een vlinder uit de familie Nymphalidae. De wetenschappelijke naam van de soort is voor het eerst geldig gepubliceerd in 1891 door William Doherty.